# Багатенька (притока Багатої)
Багате́нька — річка в Берестинському районі Харківській області. Права притока річки Багатої (басейн Дніпра).

## Опис
Довжина річки 20 км,  похил річки — 2,8 м/км. Формується з багатьох безіменних струмків та водойм. Площа басейну 102 км².

## Розташування
Багатенька бере початок на південній околиці селища Кечигівки. Тече переважно на південний захід і в селі Максимівка впадає у річку Багату, праву притоку Орілі. 
Населені пункти вздовж  берегової смуги: Калинівка, Карабущине, Краснянське.

## Етимологія назви
Назва похідна від назви річки Багата, утворена за допомогою демінутивного суфікса -еньк(-а), який вказує на здрібнілість об'єкту. Дослівно: «Маленька Багата».

### Джерело
1. ↑  Янко М. Т. Топонімічний словник України: Словник-довідник. — К.: «Знання», 1998.

- За ред. А.В. Кудрицького. Полтавщина : Енцикл. довід.. — К. : УЕ, 1992. — С. 1024. — ISBN 5-88500-033-6.